# Oiz (Navarra)
Oiz es un municipio de la Comunidad Foral de Navarra, España. Situado en la Merindad de Pamplona, en la comarca del Alto Bidasoa y a 58 km de la capital de la comunidad, Pamplona. Su población en 2024 fue de 133 habitantes (INE).

## Toponimia
Hasta 1989 el nombre oficial era Oiz. Fue en ese momento cuando los topónimos de la zona vascófona de Navarra se oficializaron en euskera, y se cambió por Oitz. Al igual que Urroz y tras un informe de Euskaltzaindia de 2010, donde se constataba que, al igual que en los valles de Baztan y Bertizarana, los hablantes de Malerreka tradicionalmente pronunciaban -z y no -tz, a diferencia de la mayoría de dialectos altonavarros, en 2014 fue corregido el error, pasando a ser Oiz.

## Símbolos
El escudo de armas del lugar de Oiz tiene el siguiente blasón:

Escudo de gules, en memoria de la sangre derramada en la defensa de la Santa Cruz, con una espada de plata cruzada en sotuer con una palma de oro, representativa del martirio, entre dos antorchas encendidas sumado todo ello de una Cruz de oro".

## Geografía
La localidad de Oiz está situada en la parte Norte de la Comunidad Foral de Navarra, a una altitud de 187 m s. n. m. Su término municipal tiene una superficie de 8 km² y limita al norte con los municipios de Ituren, Elgorriaga y Santesteban, al este con el de Donamaría y al oeste con el de Urroz de Santesteban.

## Demografía
Oiz cuenta con una población de 133 habitantes (INE 2024).
| Gráfica de evolución demográfica de Oitz entre 1842 y 2021 |
| |
| Población de derecho según los censos de población del INE Población de hecho según los censos de población del INEEn estos censos se denominaba Oiz: 1842, 1857, 1860, 1877, 1887, 1897, 1900, 1910, 1920, 1930, 1940, 1950, 1960, 1970 y 1981 |